# Aldavilla
Aldavilla ist ein ländlicher Ort in New South Wales, Australien.

## Geographie
Aldavilla wird vom Kempsey Shire verwaltet. Der Ort ist etwa 344 km nördlich vom Stadtzentrum Sydneys und 7 km westlich von Kempsey entfernt. Mit 96 Einwohnern/km² ist der Ort am Macleay River eher dünn besiedelt.

## Demographie
Mit Stand von 2021 hatte Aldavilla 1443 Einwohner, von denen 643 die australische Staatsangehörigkeit besaßen. 350 Personen im Ort waren Aborigines (24,26 %), womit deren Zahl über dem Landesschnitt von 2,92 % lag. Weitere 3 Einwohner waren Torres-Strait-Insulaner.
Insgesamt 26 Menschen aus Aldavilla wurden in England geboren. Weitere Einwohner, die im Ausland geboren wurden, kamen aus Vietnam (19), Neuseeland (17) und China (12).
Das Medianalter lag bei 36 Jahren. Das mittlere Einkommen pro Person betrug 624 Australische Dollar, das mittlere Haushaltseinkommen lag bei 1222 AUD, womit es zu den niedrigeren Haushaltseinkommen im landesweiten Vergleich (1746 AUD) zählte.

## Öffentliche Einrichtungen
Aldavilla beherbergt den Flughafen von Kempsey. Im Ort gibt es einen Park, das Nelson Wharf Reserve.